# Washington Ortuño
Washington Ortuño (født 13. maj 1928- 1973) er en tidligere uruguayansk fodboldspiller, der med Uruguays landshold vandt guld ved VM i 1950 i Brasilien. Han var dog ikke på banen i turneringen.
Oruño spillede på klubplan for CA Peñarol i hjemlandet.